# Pieter Geyl

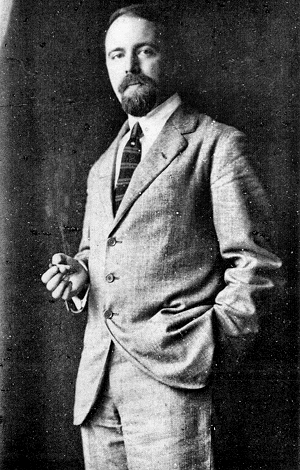
Pieter Geyl

Pieter Catharinus Arie Geyl (* 15. Dezember 1887 in Dordrecht; † 31. Dezember 1966 in Utrecht) war ein niederländischer Historiker.

## Wissenschaftliche Laufbahn
Geyl bzw. (niederländische Schreibweise) Geijl studierte Niederländische Literatur in Leiden und promovierte 1913 über ein historisches Thema. Im selben Jahr wurde er Korrespondent des Nieuwe Rotterdamsche Courant in London. 1919 wurde für Geyl ein Lehrstuhl „Dutch Studies“ am University College London eingerichtet, der mit Unterstützung der niederländischen Gesandtschaft von niederländischen Unternehmern finanziert wurde und später in „Dutch History“ umbenannt wurde.
In seinen Studien konzentrierte sich Geyl auf die belgisch-niederländischen Beziehungen. Die Trennung der Niederlande nach dem Achtzigjährigen Krieg im 16. Jahrhundert bezeichnete er als das Ergebnis militärischer Zufälle, die eine getrennte Behandlung beider Territorien nicht rechtfertigen könne. Gegen die von ihm als „kleinniederländisch“ bezeichnete Nationalgeschichtsschreibung in den Niederlanden und insbesondere gegen die belgische Geschichtsschreibung nach Henri Pirenne schrieb er großniederländische Geschichte. Für ihn waren die Niederlande und Flandern Teile eines einzigen niederländischen Stammes mit gemeinsamer Kultur, Belgien hingegen nur ein Kunstprodukt. Seine Angriffe auf den belgischen Staat führten zu einem Einreiseverbot in Belgien von 1929 bis 1933.
Geyl unterstützte die Flämische Bewegung von London aus und pflegte eine intensive Korrespondenz mit vielen ihrer Vertreter. Gemeinsam mit Frederik Carel Gerretson bekämpfte er den Belgisch-niederländischen Vertrag. 1933 überführte er den Historiker Colenbrander des Plagiats. Aufgrund seiner politischen Aktivitäten und seines polemischen Auftretens, war er auch in den Niederlanden umstritten, so dass erst 1936 ein Ruf auf den Lehrstuhl für Niederländische Geschichte an der Universität in Utrecht folgte.
In Utrecht bezog er als Mitglied der Gruppe Eenheid door democratie klar Stellung gegen den Faschismus. Während der deutschen Besatzung wurde er im Oktober 1940 als Geisel u. a. im Konzentrationslager Buchenwald interniert und erst 1943 aus gesundheitlichen Gründen entlassen.
Nach dem Krieg wurde Geyl Mitglied der gemeinsamen Kommission zur Ausführung des belgisch-niederländischen Kulturvertrages von 1946. Dennoch blieb Geyl seinen großniederländischen Überzeugungen treu und sprach 1962 auf der flämisch-nationalistischen IJzerbedevaart.
Geyl wurde 1946 zum ordentlichen Mitglied in der Königlich Niederländischen Akademie der Wissenschaften ernannt und empfing zahlreichen Ehrungen vor allem in der englischsprachigen Welt. So wurde er 1961 zum korrespondierenden Mitglied der British Academy gewählt. Im Jahr seiner Emeritierung, 1958, wurde ihm der P.C.-Hooft-Preis für sein essayistisches Werk verliehen. Am 9. Juni 1959 wurde er in den Orden Pour le Mérite für Wissenschaft und Künste als ausländisches Mitglied aufgenommen.
Einer seiner Studenten war Hermann W. von der Dunk, ein niederländischer Kulturwissenschaftler deutscher Herkunft.

## Hauptwerke
- De Groot-Nederlandse Gedachte, 2 Bände 1925–1930.
- Geschiedenis van de Nederlandse Stam, 3 Bände, 1930–1937.
- Noord en Zuid; eenheid en Tweeheid in de Lage Landen, 1946.
- Oranje en Stuart 1641–72, 1939, 2. Auflage 1963.